# ماجد هاني
ماجد هاني (مواليد 1 أبريل 2003)، لاعب كرة قدم مصري محترف، يلعب كلاعب خط وسط لنادي الزمالك في الدوري المصري الممتاز . وهو مسلم الديانة ويلعب حاليا لنادي زد